# SS Lady Darling
La Lady Darling  fu una nave mercantile britannica affondata per urto contro gli scogli a 4 miglia dall'isola di Montague, Australia, il 10 novembre 1880.

## Storia
Il piroscafo mercantile Lady Darling con scafo in ferro fu costruito presso il cantiere navale W.H. Potter and Company a Liverpool  nel 1863, e varato nel luglio 1864. L'unità aveva una stazza lorda di 895 tonnellate, era lunga 73,3 m, larga 8,564 m, e aveva un pescaggio di 4,998 m. Oltre agli alberi disponave di una macchina alternativa a duplice espansione erogante la potenza di 140 nhp, azionante 1 singola elica. Originariamente immatricolata a Liverpool (Liverpool 426/1864, matricola 50499), fu classificato A1 dai Lloyds nel 1864.
Quando la nave arrivò a Melbourne nel gennaio 1865 e il suo registro (Melbourne 9/1866) fu lì trasferito poco tempo, avendo come proprietario Charles Edward Bright della Bright Brothers and Company di Melbourne.
In Australia la nave iniziò ad operare come "collier" (trasporto di merci generiche) e, in seguito a lavori di modifica, come nave trasporto passeggeri costiera sulla rotta da Melbourne a Newcastle via Sydney. Data la dura concorrenza sulla rotta, la nave non ebbe successo e fu successivamente rimandata in Inghilterra, trasferita alla Tyndall and Heywood Bright, di Liverpool, nel 1869.
Ritornata a Liverpool, nel corso del 1870 furono apportate significative modifiche strutturali alla nave, che includevano l'allungamento sino a 72,9 m e l'aggiunta di una nuova carena. L'impianto propulsivo fu revisionato e ricertificato, ed il tonnellaggio netto della Lady Darling salì a 895 tonnellate.
Per i successivi quattro anni, la nave operò nel Mediterraneo e sulla rotta atlantica tra Inghilterra e Canada prima di essere venduta nuovamente nel 1875 a James Paterson della Paterson and Company, Melbourne, Victoria. Al ritorno dei piroscafo in Australia, esso venne prontamente rimesso sulla rotta Melbourne-Newcastle-Melbourne come nave da trasporto generico con una capacità di carico di 1000-1200 tonnellate.
L'8 novembre 1880 la Lady Darling salpò da Newcastle, Nuovo Galles del Sud, diretta a Melbourne con un carico di 1.200 tonnellate di carbone. Nella tarda serata del 10 novembre 1880, il piroscafo si trovava al largo della costa meridionale del Nuovo Galles del Sud, a circa quattro miglia nautiche a sud di Montague Island, nelle vicinanze di Aughinish Rock,  quando il capitano L.A. Roberts riferì che la nave aveva colpito alcune rocce. L'impatto lacerò lo scafo in prossimità della stiva di carbone situata vicino alla paratia di poppa della sala macchine. L'acqua iniziò subito ad entrare allagando rapidamente la sala macchine, spegnendo i fuochi, e rendendo inutilizzabili le pompe di sentina della nave. Incapace di manovrare, con pompe fuori uso e lo scafo che si riempiva rapidamente di acqua, la nave fu  abbandonata dal capitano e dell'equipaggio che si diressero subito verso l'isola di Montague dove furono assistiti da una squadra di costruzione impiegata nella realizzazione del nuovo faro sull'isola. I tre alberi del piroscafo rimasero visibili sopra l'acqua per diversi giorni finché la nave non sprofondò ulteriormente.
La mattina dell'11 novembre, l'equipaggio del piroscafo Kameruka della Illawarra Steam Navigation Company localizzò i resti della nave affondata a sud-ovest dell'isola di Montague in 28 metri d'acqua e successivamente riferì della loro scoperta al Marine Board di Sydney. Il Marine Board inviò prontamente la nave Capitan Cook, per indagare sulla scoperta e salvare eventuali sopravvissuti.
Alla Court of Marine Inquiry, tenutasi alla fine di novembre 1880, né il capitano, né l'ufficiale di coperta né alcun membro dell'equipaggio della nave riferirono di aver visto scogli o detriti galleggianti né prima né dopo l'urto. Senza alcuna prova che indicasse il contrario, la Corte ritenne che nessuna colpa potesse essere attribuita agli ufficiali e all'equipaggio della Lady Darling poiché la nave sembrava aver colpito un oggetto non identificato, come un pezzo di relitto o una barriera corallina inesplorata.
L'effettiva posizione della Lady Darling rimase un mistero fino all'agosto 1996, quando la rete di un peschereccio di Bermagui, gestito da Dom Puglise, rimase impigliata in qualcosa sul fondo del mare al largo di Cape Dromedary. Puglise chiese a Bert Elswyk, il proprietario di una locale barca per pesca e per le immersioni, e al suo amico Paul Mood di recuperare le sue reti rimaste impigliate. Il 16 agosto 1996 Elsyck e Mood si tuffarono nel punto indicato da Puglise e scoprirono che le reti si erano impigliate nei resti dello scafo di ferro della Lady Darling.
A causa del suo significato storico e archeologico, il relitto della Lady Darling si trova ora all'interno di una zona protetta di 706 m ai sensi dell'Historic Shipwrecks Act (1976) ed è accessibile solo attraverso un sistema di permessi rilasciato dal Ministro federale dell'Ambiente o il loro delegato di Stato, il New South Wales Heritage Office.

### Fonti
1. 1 2 3 4 5 6 7 8 9 10 11 12 13 14 15 16 17 18 19 20 21  Sea Museum.
2. 1 2 3  Michael McFadyen Scuba.
3. 1 2 3 4  Granier, Nutley, Cochran 2006, p. 32.
4. ↑  Granier, Nutley, Cochran 2006, p. 33.